# Eisenbahnteststrecke
Teststrecken für Schienenfahrzeuge sind nichtöffentliche Schienenwege, die zu Überprüfungszwecken genutzt werden.

## Beschreibung
Teststrecken für Schienenfahrzeuge gibt es in der Regel nur vereinzelt. Sie werden zumeist von Eisenbahninfrastrukturunternehmen, Eisenbahnverkehrsunternehmen und Schienenfahrzeugherstellern bzw. ihrer Tochterunternehmen betrieben. Sie bestehen meist aus Rundkursen und/oder geraden Schienenstrecken. Sie beinhalten meist verschiedene technische Einrichtung zur Simulation verschiedener Streckensituationen. So etwa verschiedene Stromsysteme oder Steigungen.

## Liste der Teststrecken
Nachfolgend eine unvollständige Liste der geplanten, aktuellen und ehemaligen weltweiten Teststrecken für Schienenfahrzeugen:

### China
- Teststrecke der "China Academy of Railway Sciences"(Rundkurs Länge 9 km, Radius 1,43 km)(Lage)

### Deutschland
- Teststrecke für Straßenbahnen und Stadtbahnen im Werk Bautzen von Alstom Transport Deutschland (850 m Rundkurs, 800 m gerades Gleis) (Lage)
- Prüfgleis Hennigsdorf–Velten von Alstom Transport Deutschland(6,2 km) (Lage)
- Teststrecke im Werk Salzgitter von Alstom Transport Deutschland (1,4 km)[1]
- Prüfcenter Wegberg-Wildenrath von Siemens (Zwei Rundkurse mit 6,1 km und 2,5 km Länge, 19,4 km weitere Gleisanlagen)

geplant und nie verwirklicht:
- Nationale Versuchsanlage für Verkehrstechniken zwischen Dillingen und Donauwörth
- Eisenbahnversuchsanlage Rheine–Freren

ehemals:
- Transrapid-Versuchsanlage Emsland (31,8 km Rundkurs, 2011 stillgelegt) (Lage)
- Bahnstrecke Porta Westfalica–Häverstädt

Das Land Sachsen verfolgt Pläne, mit dem „Testzentrum für Eisenbahntechnik in Sachsen“ (Tetis) eine Eisenbahntestanlage zu errichten. Erwogen werden drei Varianten, die von einem einfachen Testring für 160 km/h bis hin zu drei Testringen für 100, 160 und 310 km/h reichen. 2020 wurde ein Potenzialstudie erstellt. Auf eine Ausschreibung zu einer Studie für eine vertiefte Standortprüfung gab es 2023 keine geeigneten Angebote. Auf der Grundlage von zwischenzeitlich erarbeiteten Handlungsempfehlungen kündigte das Wirtschaft- und Verkehrsministerium des Landes im Februar 2024 an, erneut eine Ausschreibung für eine vertiefte Standortprüfung zu starten.

### Japan
- JR-Maglev-Teststrecke bei Tsuru in Yamanashi (18 km Länge)

### Frankreich
- Teststrecke des Aérotrain (6,7 km Länge – 1974 stillgelegt)
- Centre d'Essais Ferroviaire (Alstom, Bombardier und Certifer)
  - CEF1 in Petite-Forêt (drei Rundkurse, bis 110 km/h)
  - CEF2 in Tronville-en-Barrois (Teststrecke, bis 160 km/h)[3]

### Polen
- Teststrecke des polnischen Eisenbahninstituts bei Żmigród (1996 in Betrieb genommen) (Lage)[4]

### Rumänien
- Testring Făurei. Großer Ring (13,7 km Länge) für bis zu 200 km/h, kleiner Ring mit Minimalradius von 180 m (2,2 km Länge) für 60 km/h.[5] 2008 von der Gleisbaufirma Wiebe komplett erneuert.[6]

### Sowjetunion / Russland
- Teststrecke des Allrussischen Forschungsinstituts für Schienenverkehr bei Schtscherbinka. Sie gilt als älteste derartige Versuchsanlage der Welt.[7]

### Schweden
- Rail Test Nordic (Geplant, Arvidsjaur–Jörn, 75 km Länge)

### Spanien
geplant und nie verwirklicht:
- Eisenbahntestring Antequera (drei Rundkurse mit 55 km, 20 km und 5 km Länge)

### Tschechien
- Eisenbahnversuchsring Velim der VÚŽ (Eisenbahnforschungsinstitut), mit einem zugehörigen Forschungszentrum der VÚKV (Forschungsinstitut für Schienenfahrzeuge) – zwei Rundkurse mit 13,27 km und 3,95 km Länge

### Vereinigtes Königreich
- Teststrecke Old Dalby (21,7 km Länge)

### Vereinigte Staaten
- Transportation Technology Center bei Pueblo (Colorado) (Gesamtlänge 77 km, Sieben Teilabschnitte: Hochgewichtsteststrecke für 39 Tonnen Achslast,  Radsatzteststrecke (5,6 km), Testring (21,7 km, Höchstgeschwindigkeit 265 km/h), Nahverkehrsteststrecke (14,6 km, mit Stromschiene), Aufprall-Teststrecke (1,2 km), Präzisionsmessstrecke (10,0 km) und Fahrdynamikteststrecke)[8]

## Öffentliche Bahnstrecken als Teststrecken
Neben diesen Teststrecken werden Schienenfahrzeugen auch häufig auf öffentlichen Eisenbahnstrecken überprüft. So werden etwa Störstrommessungen oder Anfahrtsversuche an Steigungen durchgeführt. Um eine Vergleichbarkeit zwischen den Messungen zu gewährleisten, sind diese Teilstrecken besonders genau vermessen. Zu diesen zählt die Bahnstrecke Straubing–Plattling oder die Schiefe Ebene in Oberfranken. Ebenso wurden diverse Geschwindigkeitsweltrekorde von Hochgeschwindigkeitszügen zwischen 1981 und 2007 jeweils auf Schnellfahrstrecken kurz vor oder nach ihrer Eröffnung erzielt.